# メノウ

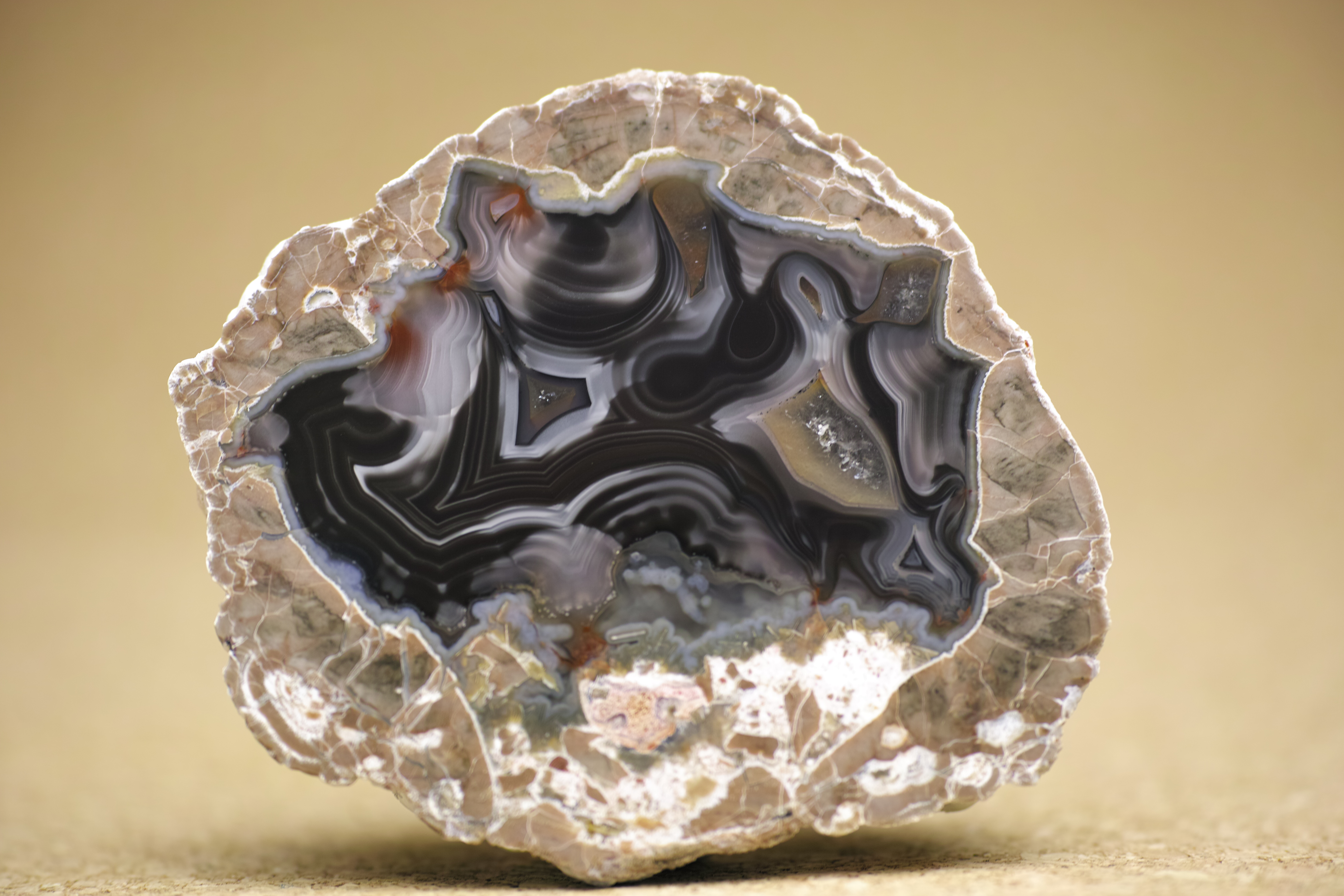
アメリカ、ニューメキシコ州のサンダーエッグ

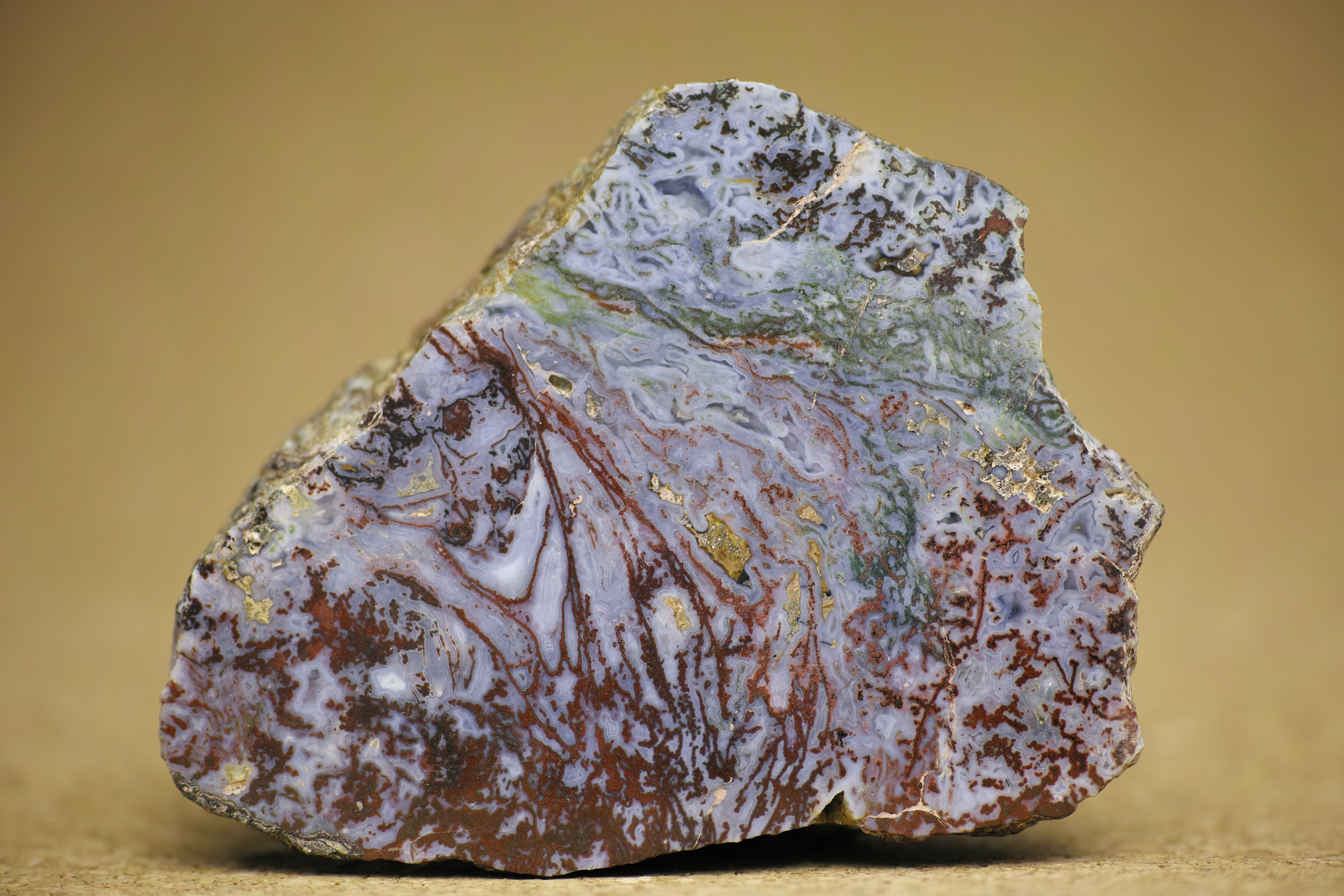
ハンガリー、マトラ山脈のモスアゲート

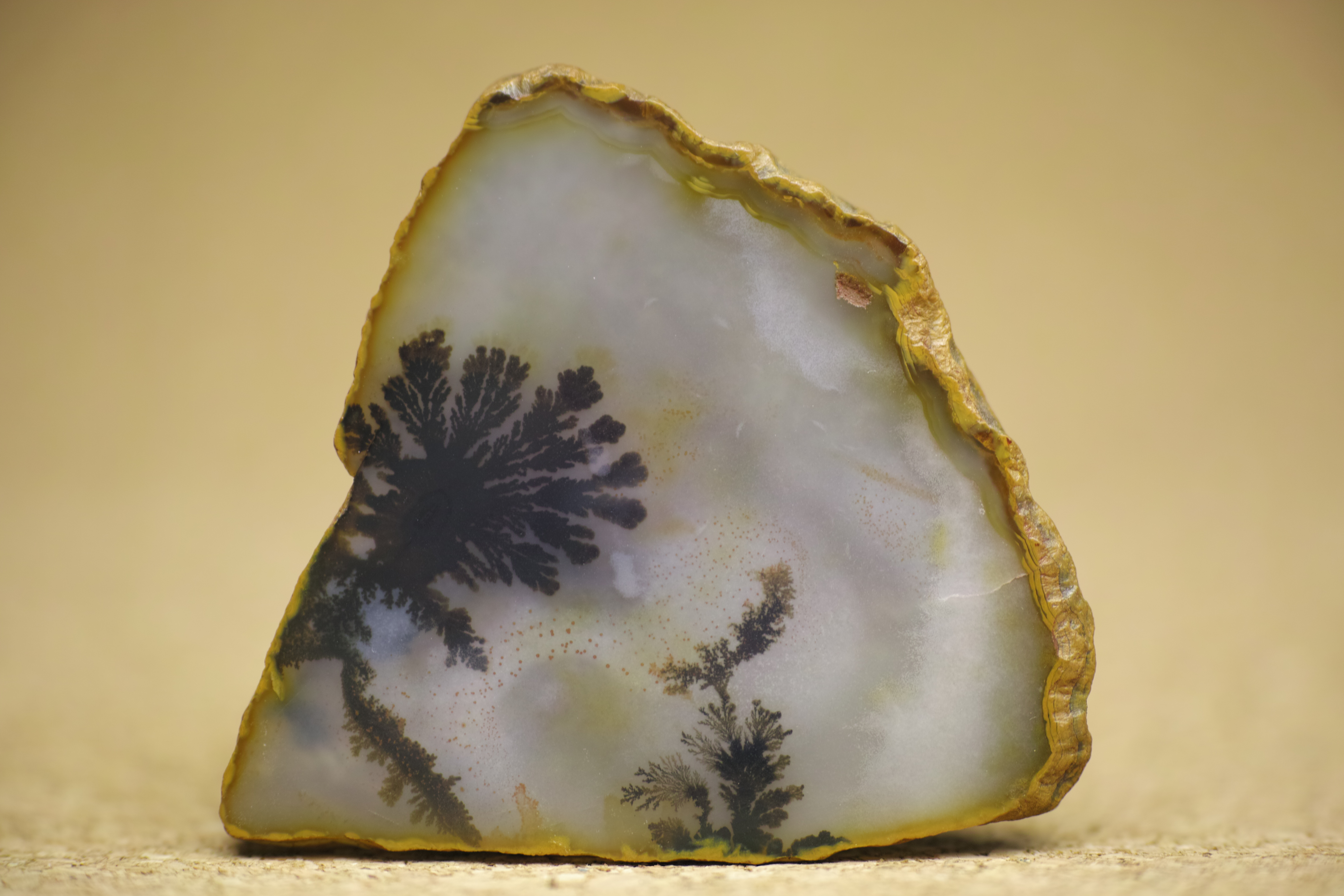
インド、ケン川のデンドリティックアゲート

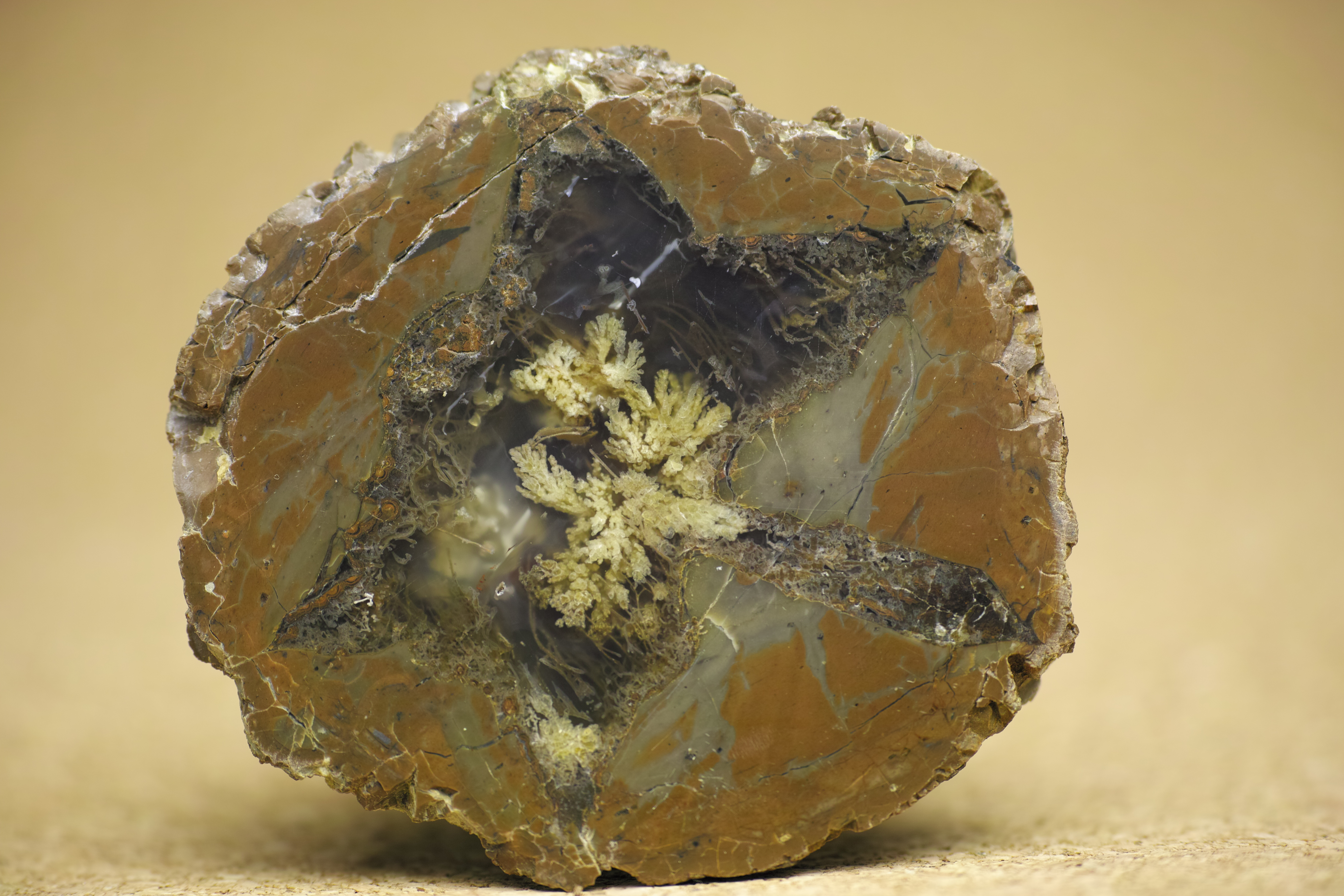
アメリカ、オレゴン州のプルームアゲート

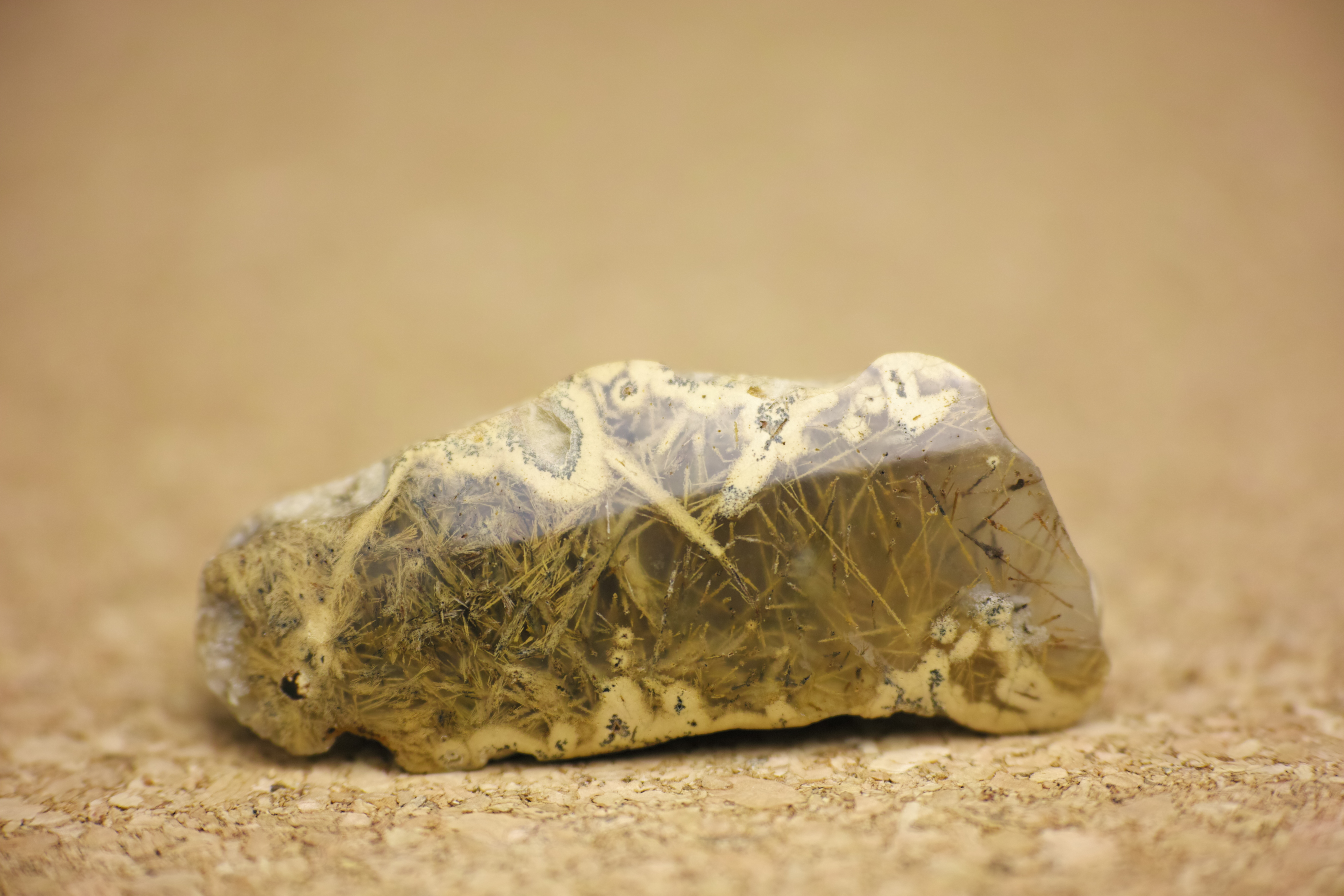
アメリカ、オレゴン海岸のセージナイトアゲート

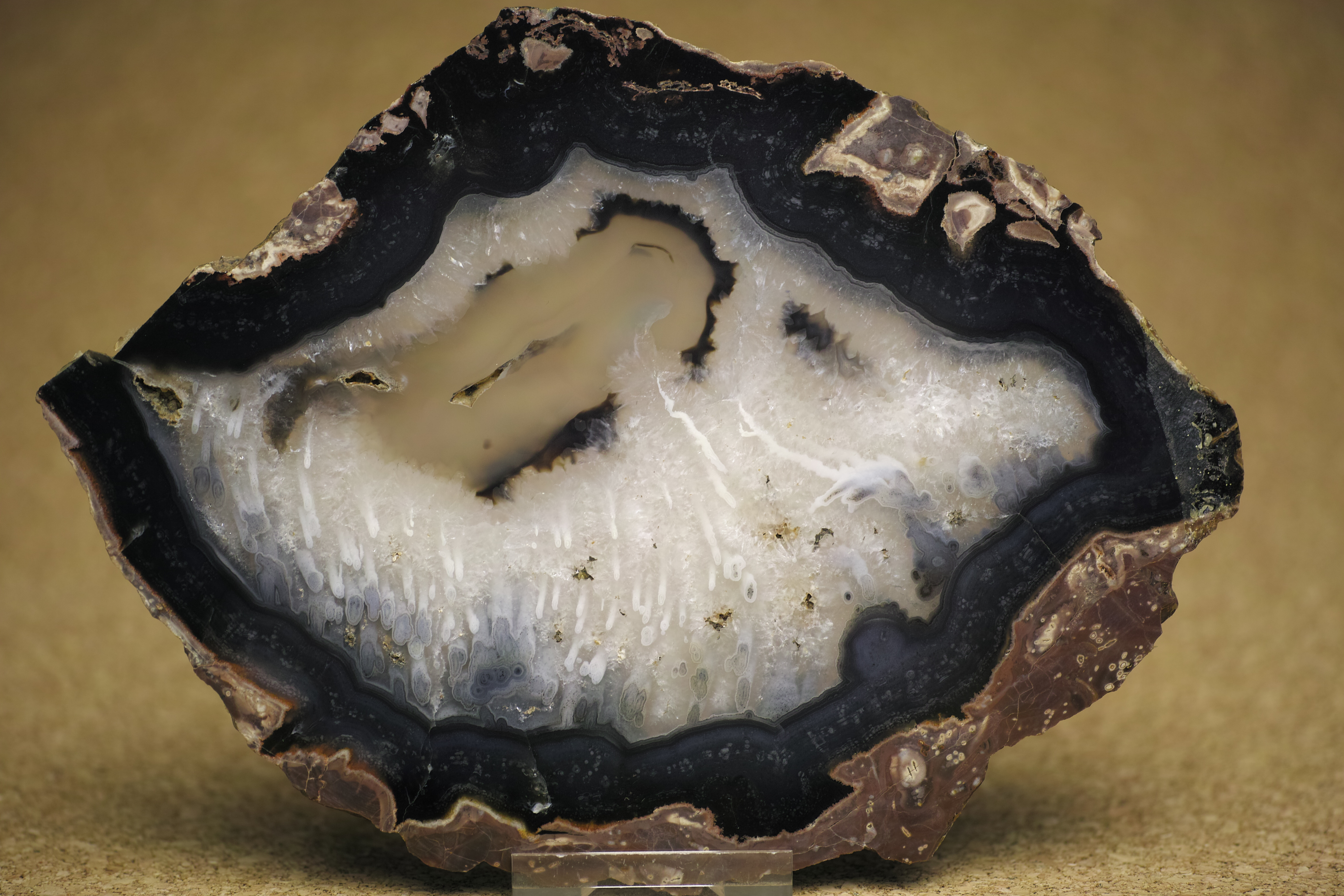
アメリカ、オレゴン州のチューブアゲート

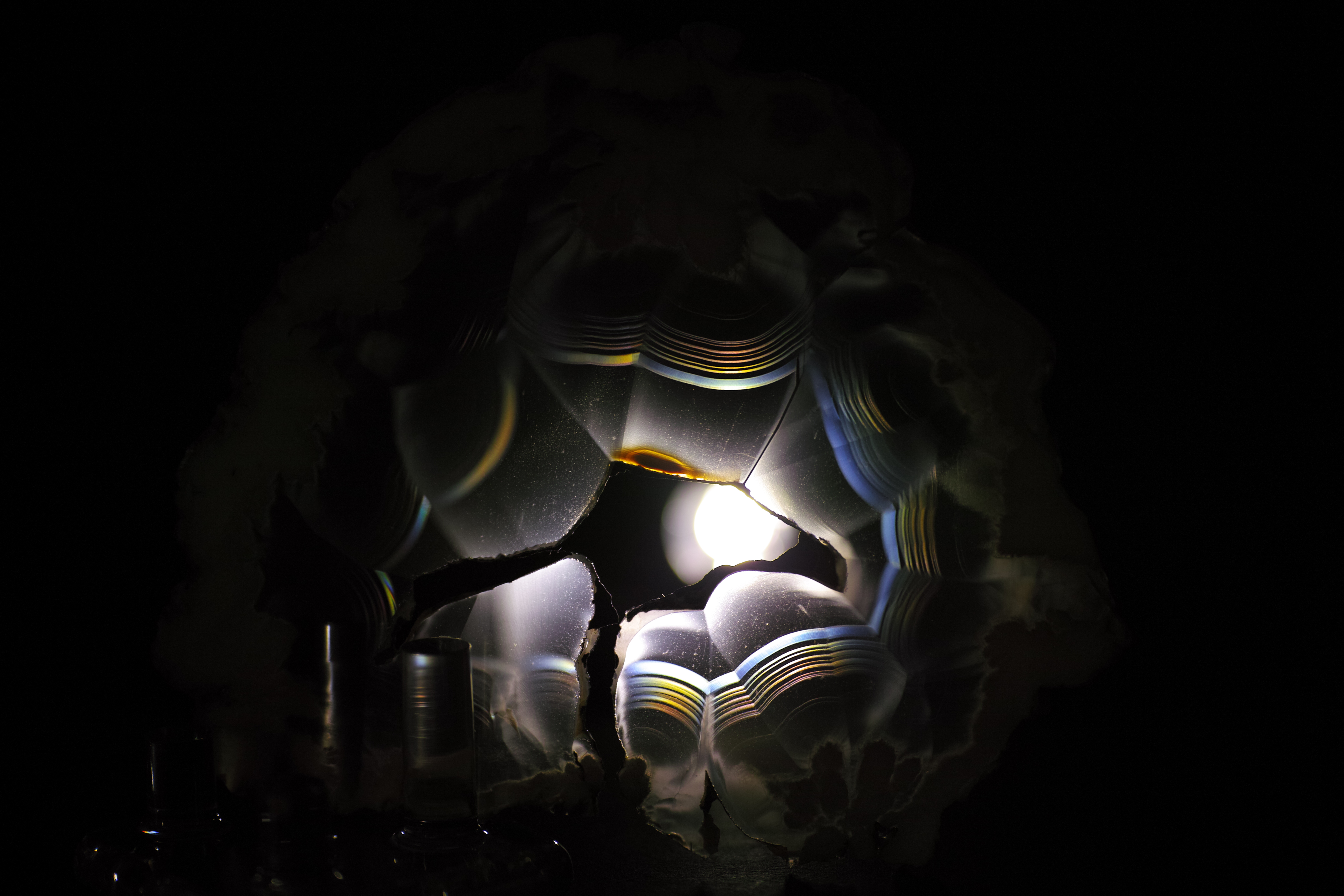
アメリカ、オレゴン州のイリスアゲート

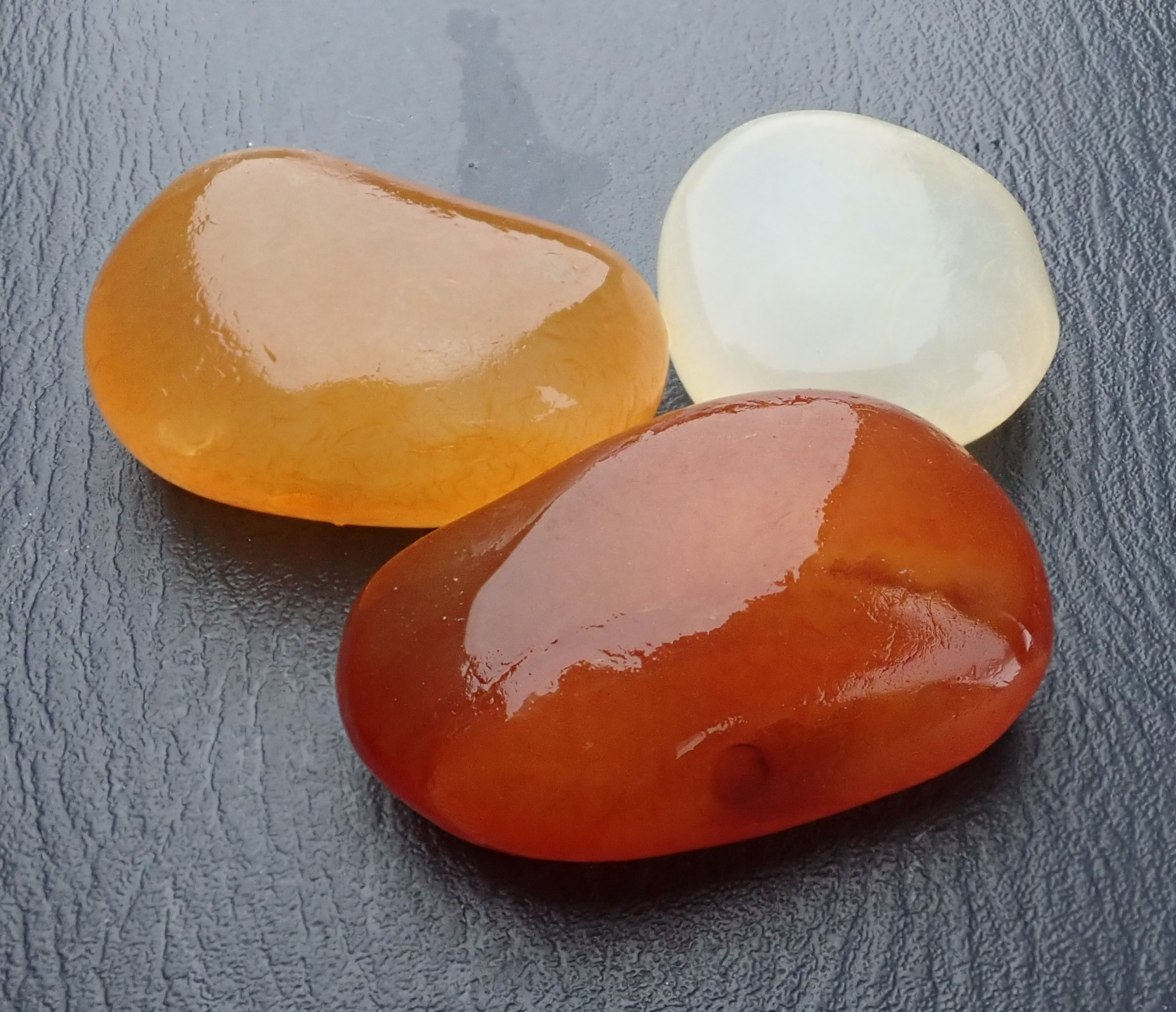
青森県、津軽地方の海岸沿いで採れる水摩礫。赤と黄色は周囲の土壌や埋まっていた地層により自然着色されたもの。

メノウ（瑪瑙、碼碯、agate、アゲート、アゲット）は、縞状の玉髄の一種で、オパール（蛋白石）、石英、玉髄が、火成岩あるいは堆積岩の空洞中に層状に沈殿してできた、鉱物の変種である。

## 性質・特徴
主成分は SiO2（二酸化ケイ素）。比重は2.62-2.64、モース硬度は6.5-7。隠微晶質であるため、肉眼では結晶を認めることができず、非晶質のように見える。
しばしば中心部にすき間を残し、晶洞を形成していることがあり、またまれに液体・気体がそのすき間に存在することもある。

## 成分・種類
縞瑪瑙（しまめのう、Banded agate）
タマネギのように同心状に縞が成長したもの、平行に縞が成長したもの、レースのカーテンのように縞が成長したものなど、様々な縞瑪瑙が存在する。
オニキス（onyx、オニックス）

縞瑪瑙の中でも平行な縞状模様があるもの。蛋白石質と石英質の部分が交互に配列するため、縞状に見え、黒色と白色がきれいに層状になっているものは、古くからカメオ細工の材料として用いられている。縞を生かしたデザインにされる場合と、単色部分のみを用いたデザインにされる場合がある。単に縞瑪瑙とも呼ばれる。
サードニクス（sardonyx、サードニックス）
オニキスの一種で、縞目が紅色と白色に彩られていて美しいもの。紅縞瑪瑙とも呼ばれる。
サンダーエッグ（雷の卵、Thunderegg）
メノウや蛋白石、碧玉が満たされた、流紋岩等のノジュール(団塊)。アメリカのオレゴン州の先住民の伝説に由来している。アメリカのオレゴンとニューメキシコ州やドイツのザクセン州で産出したものが有名。
雨花石（うかせき、Rain flower pebble、ユーファストーン）
南京近郊の川で採れるカラフルな模様石(主にメノウや碧玉)で、磨かなくともそのままの状態で美しい。かつて南京の雨花台で採れたことに由来している。乾燥時は白っぽいが、水に濡らすと透明感や色の鮮やかさが増す。
錦石（にしきいし、Nishiki stone）
青森県津軽地方で採れる、メノウや碧玉、珪化木などの磨くとツヤの出る美しい色彩の石。どのような石か、明確に定義されているわけではない。
苔瑪瑙（こけめのう、Moss agate、モスアゲート）
緑泥石や鉄やマンガンの酸化物の内包により、緑や赤色等の苔状の模様が現れたもの。インドやハンガリーのマトラ山脈で産出したものが有名。
樹枝瑪瑙（Dendritic agate、デンドリティックアゲート）
鉄やマンガンの酸化物の内包により、黒や赤色等のシダ状の模様が現れたもの。石の中に0.何ミリという薄さで模様が入っているため、薄くカットされアクセサリー用に加工される。マダガスカルやインドのケン川で産出したものが有名。
羽毛瑪瑙（うもうめのう、Plume agate、プルームアゲート）
鉄やマンガンの酸化物の内包により、黒や赤色等の羽毛や草花状の模様が現れたもの。樹枝瑪瑙とは異なり、模様にボリュームがある。アメリカのテキサス州、オレゴン州、カリフォルニア州で産出したものが有名。
針入り瑪瑙（はりいりめのう、Sagenite agate、セージナイトアゲート）
針鉄鉱や沸石、輝安鉱等の針状鉱物の内包により、針状の模様が現れたもの。模様だけを残し、メノウに置換しているもの(仮晶)も多い。アメリカのカリフォルニア州ニポモで産出したものが有名。
チューブアゲート（Tube agate）
針状に伸びた針状鉱物や霰石、鉄やマンガンの酸化物を芯に、周囲を玉髄が覆い管状の模様が現れたもの。
虹瑪瑙（にじめのう、Iris agate、イリスアゲート）
稀に透明度の高い縞瑪瑙の中に、薄くスライスして強い光を当てると虹が現れるものがある(細かい縞が回折格子の役割を果たすため) 。ギリシア神話に登場する虹の女神イリス(Iris)に由来している。ブラジル、アメリカ、アルゼンチンやメキシコでの産出が確認されている。
ファイアーアゲート（Fire agate）
葡萄状の玉髄を多層の薄膜状褐鉄鉱が覆うことにより、虹が現れたもの。メキシコとアメリカのアリゾナ州での産出が確認されている。人工的に処理された虹の無い赤いメノウ、クラブファイアーアゲート(スパイダーウェブ・カーネリアン)がよくファイアーアゲートの名で流通しているが、まったくの別物である。
水入りメノウ
空洞中に液体の水が含まれるもの。中に含まれる水は、メノウが形成されたときの岩漿水であると言われることが多いが、必ずしもそうとは限らない。中の水は、多孔質の構造を通して蒸発しやすく、逆に長時間水中に浸けることで、人為的に水を入れることもできる。

## 産出地
メノウはありふれた鉱物で、世界各地で産する。特にメキシコ、アルゼンチンなどの南米や、ドイツ、オーストラリア、ボツワナ、ポーランド、チェコやイギリスのスコットランドのものはカラフルで、世界中のコレクターの間で人気がある。日本では青森県、石川県、群馬県、富山県、北海道などで産し、七宝のひとつに数えられている。

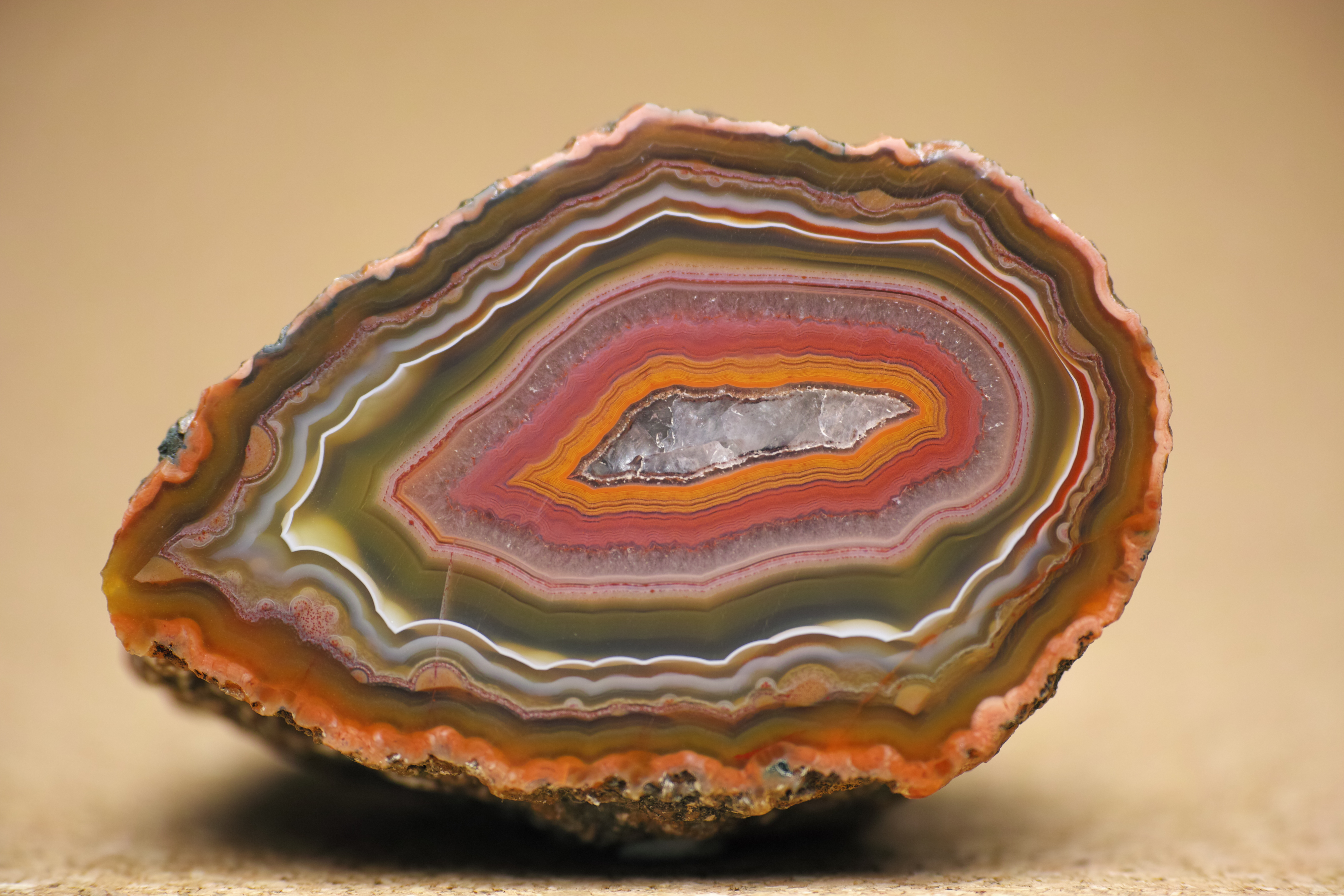
アルゼンチンのメノウ
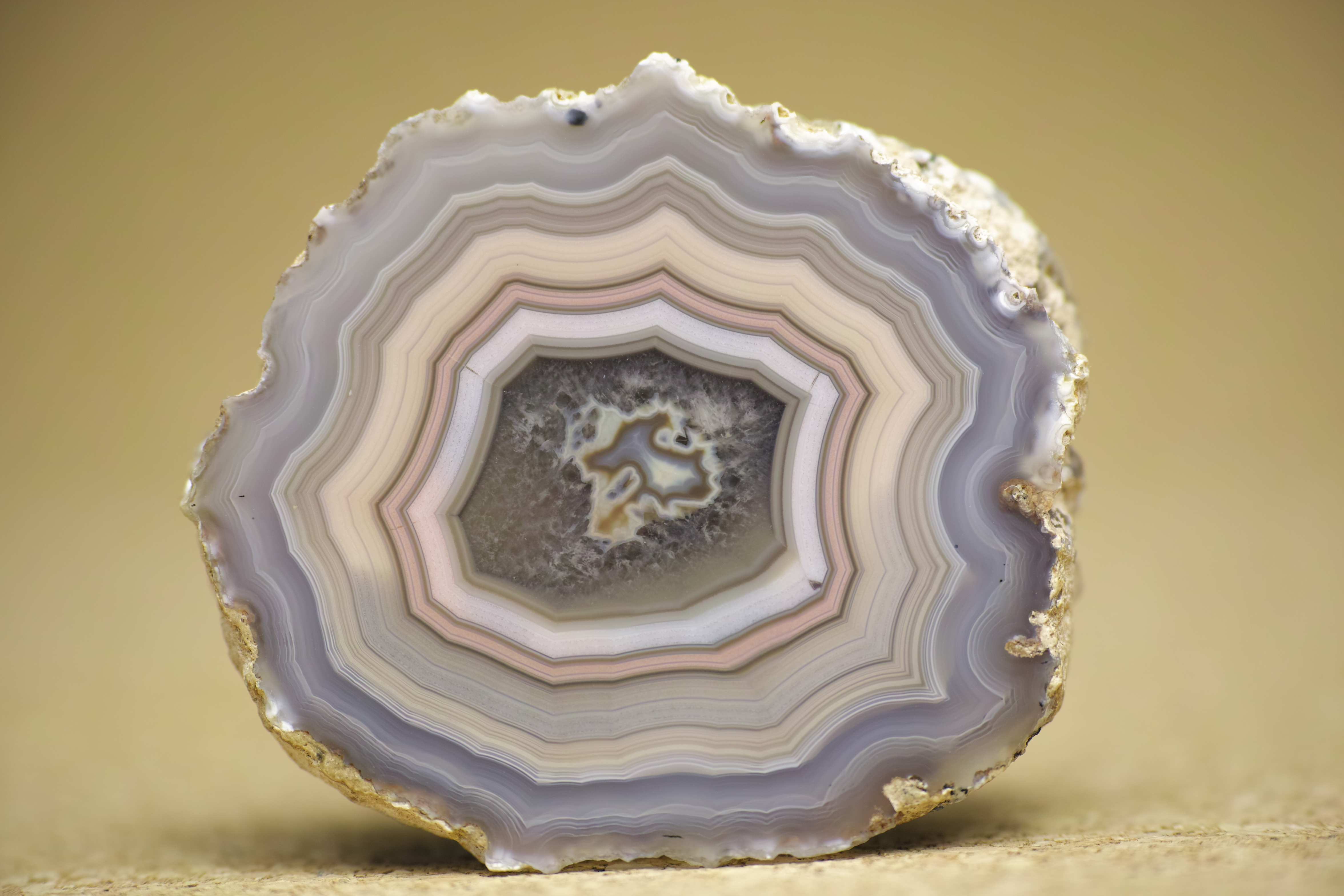
メキシコのメノウ
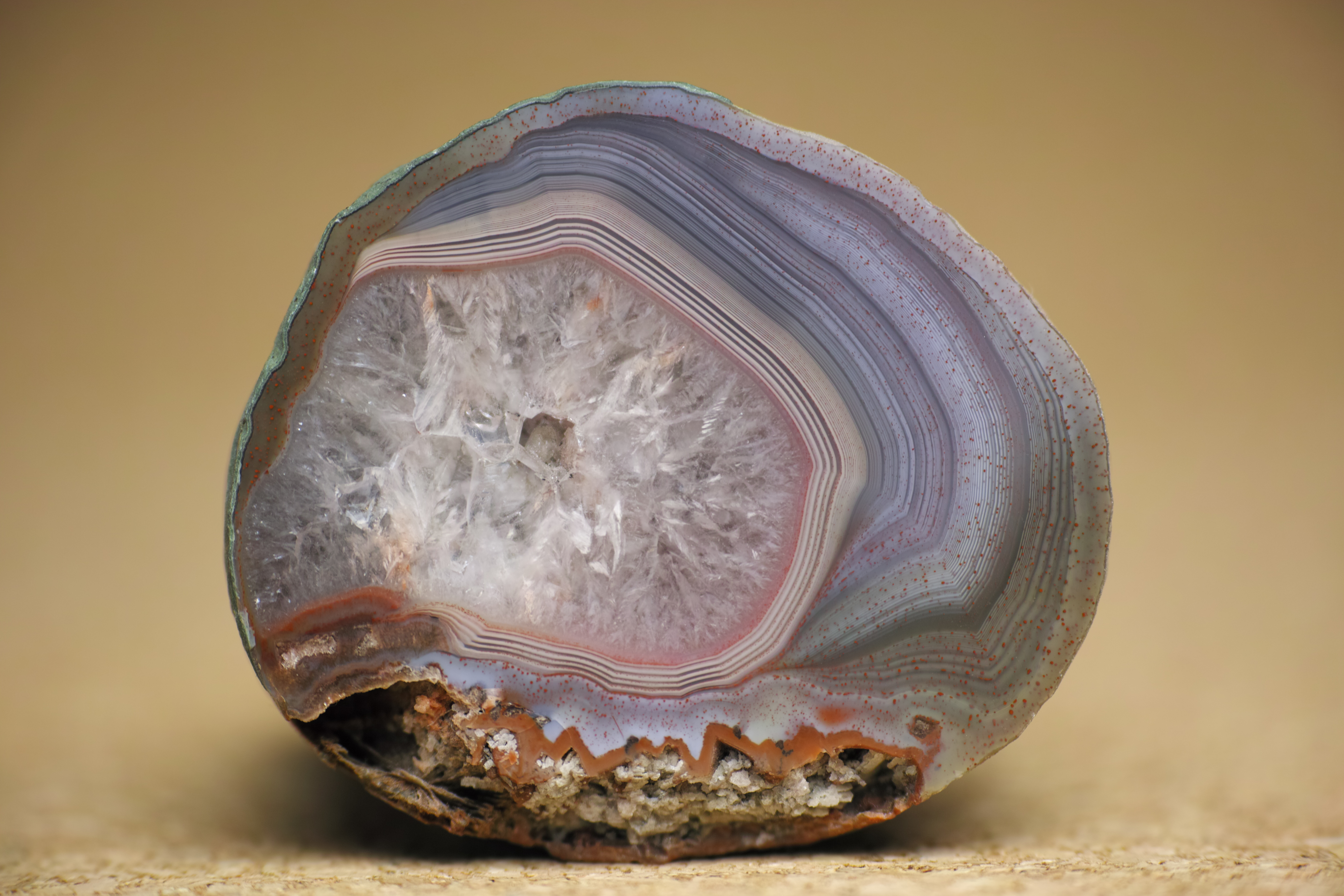
ドイツのメノウ
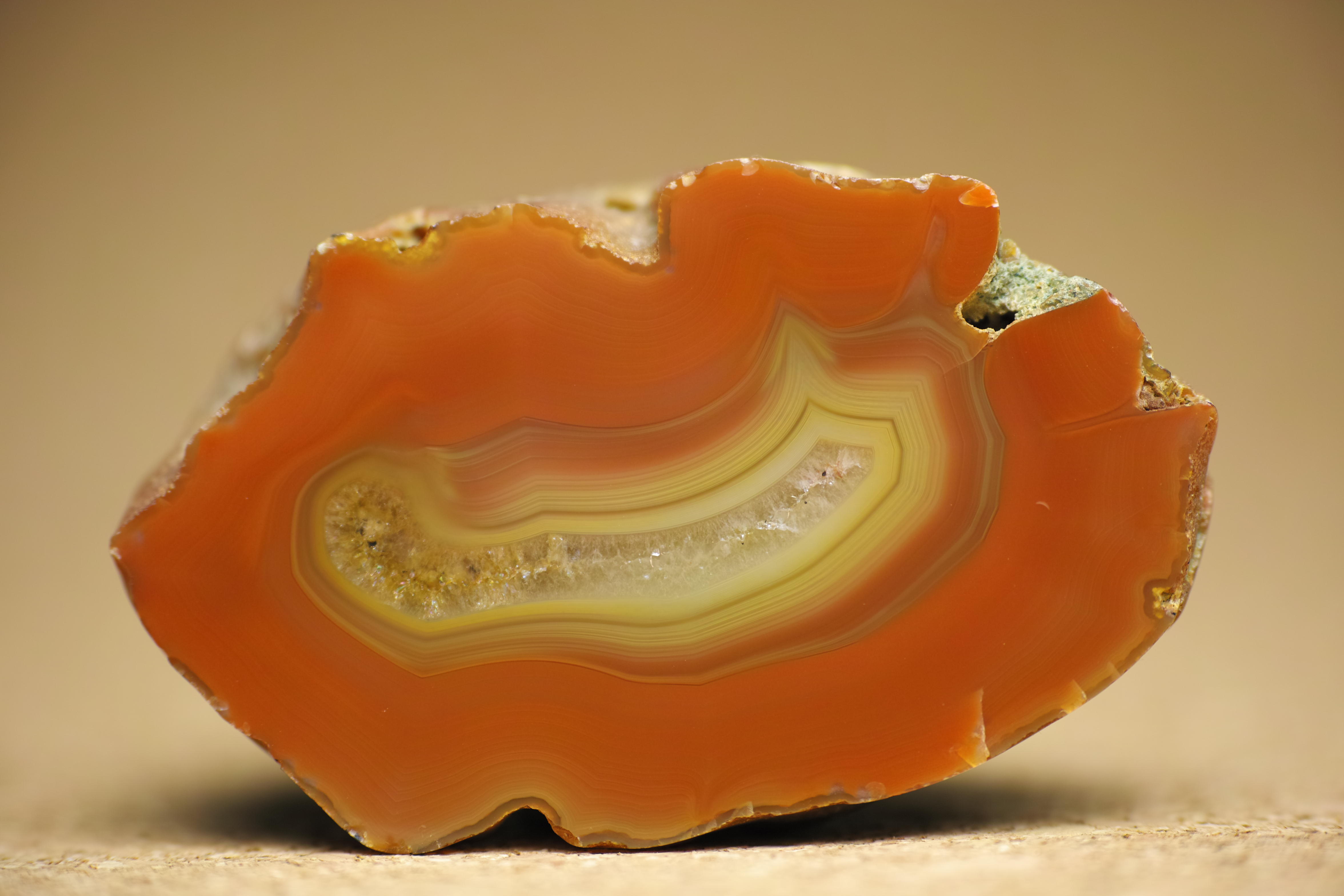
オーストラリアのメノウ
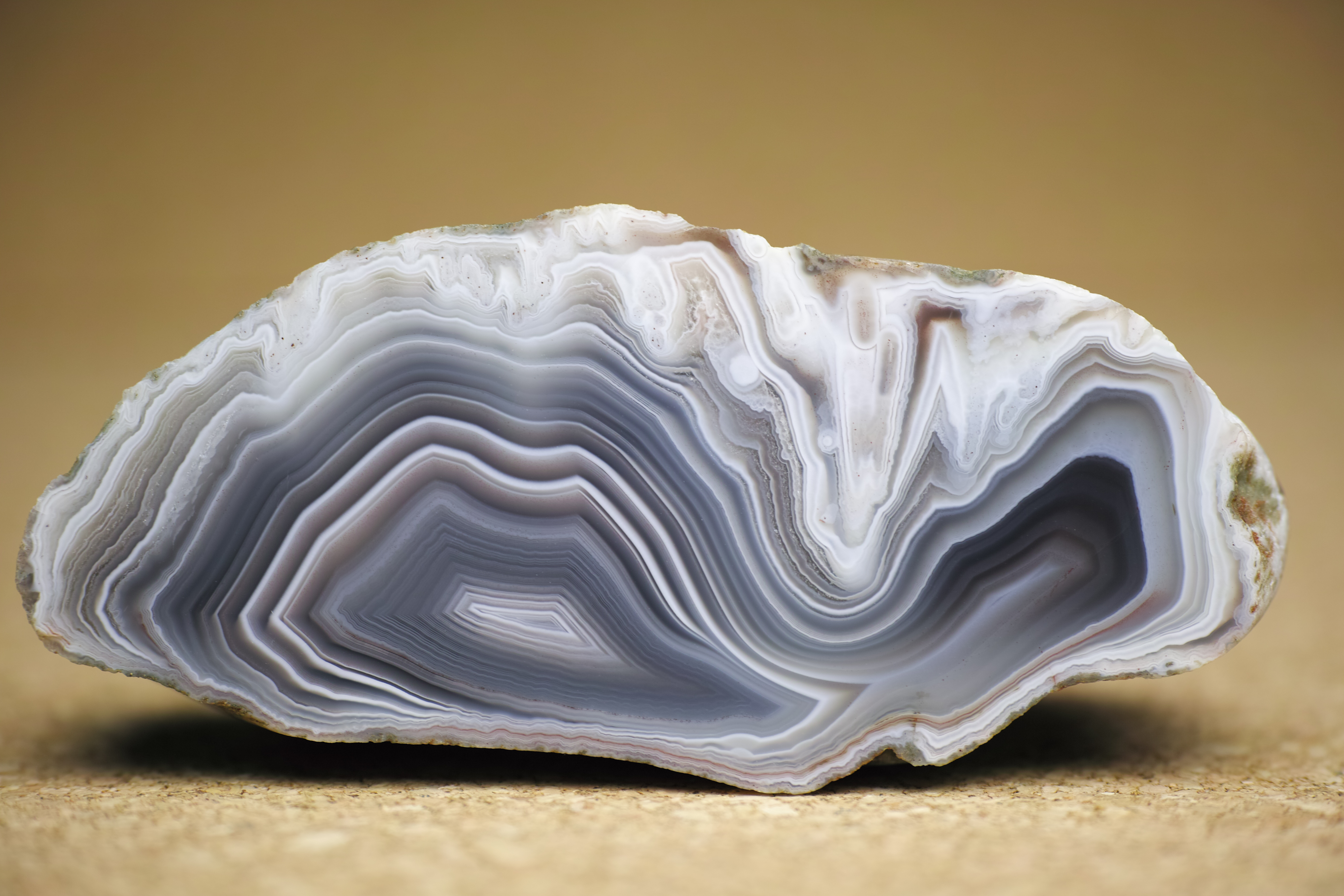
ボツワナのメノウ
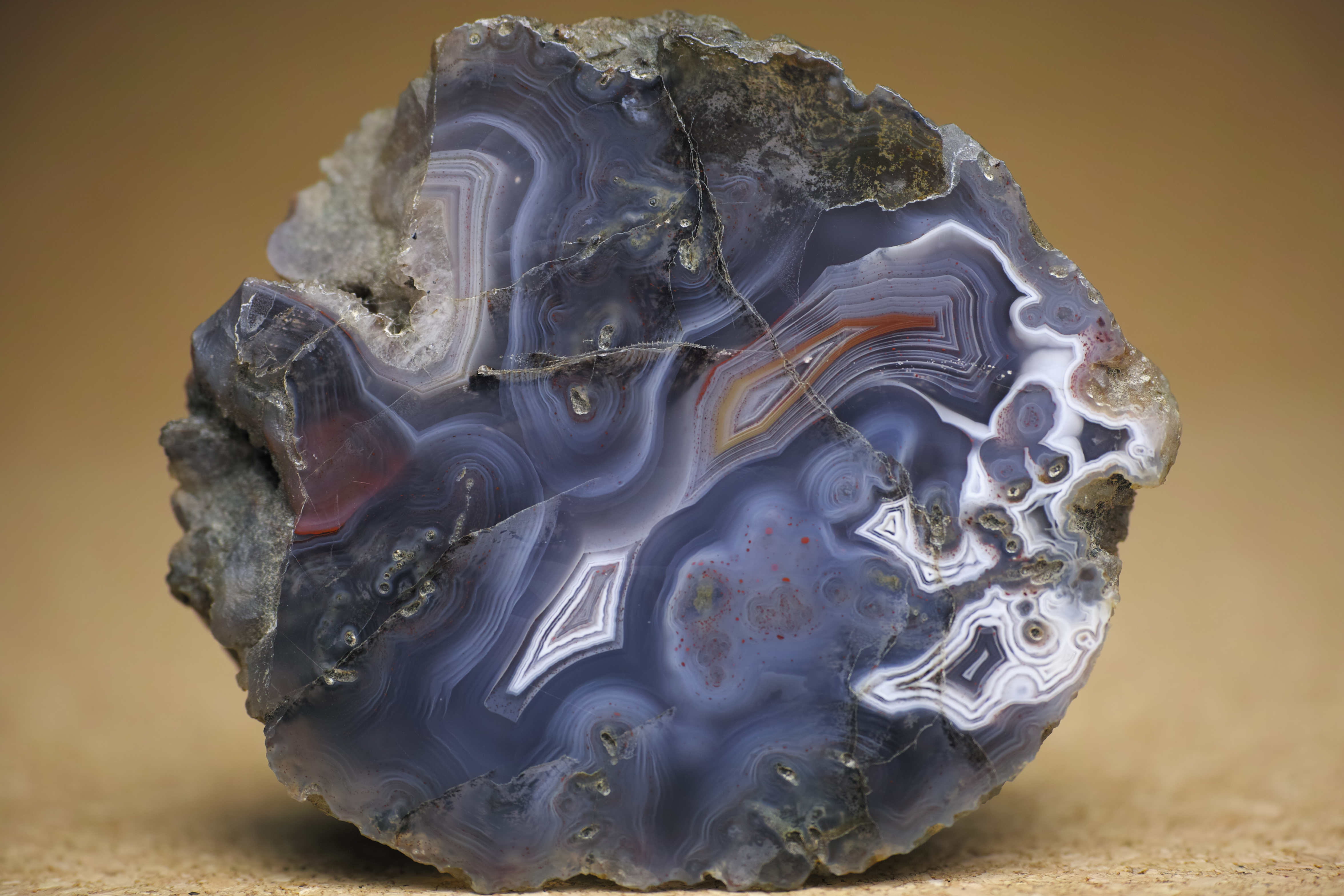
ポーランドのメノウ
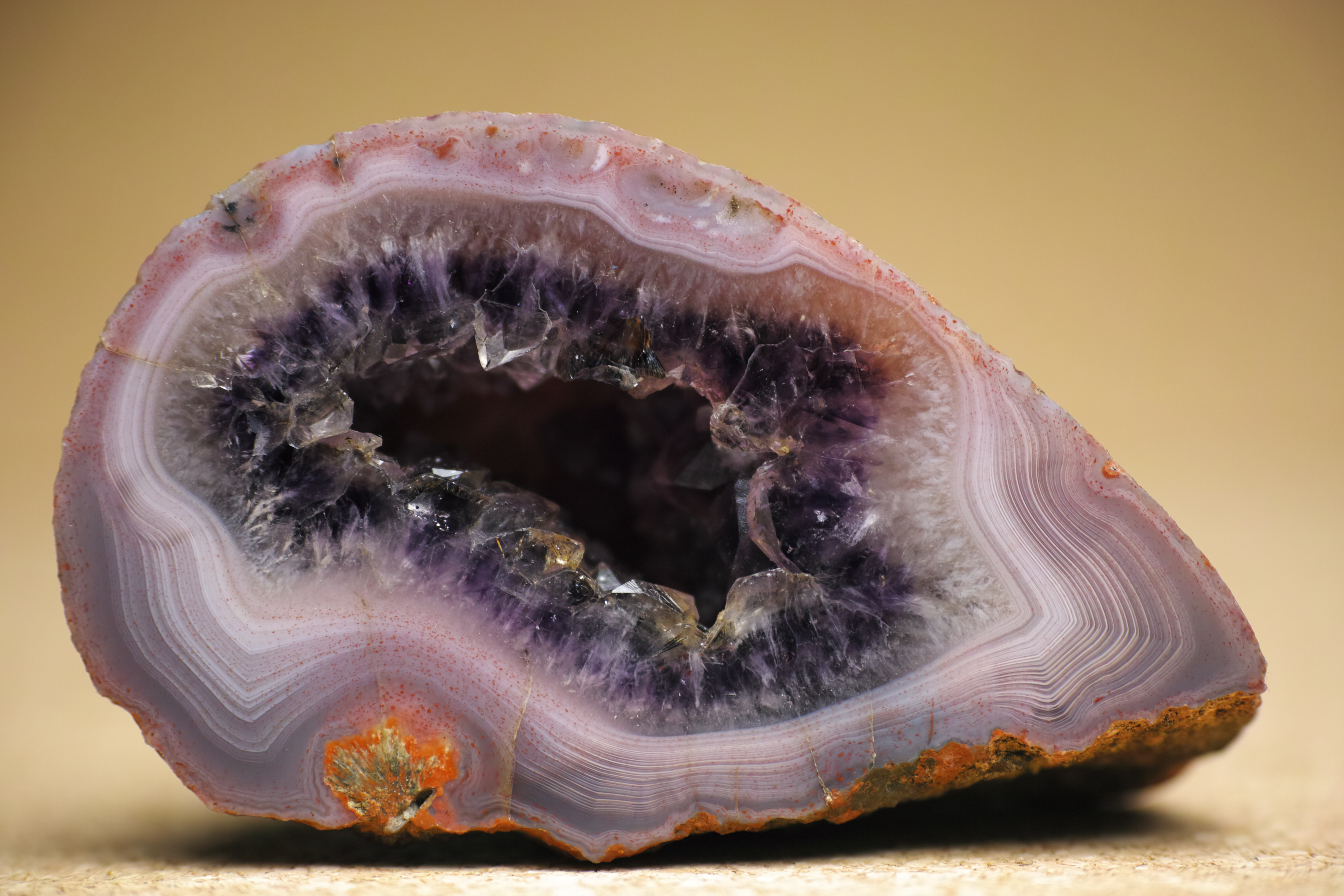
チェコのメノウ
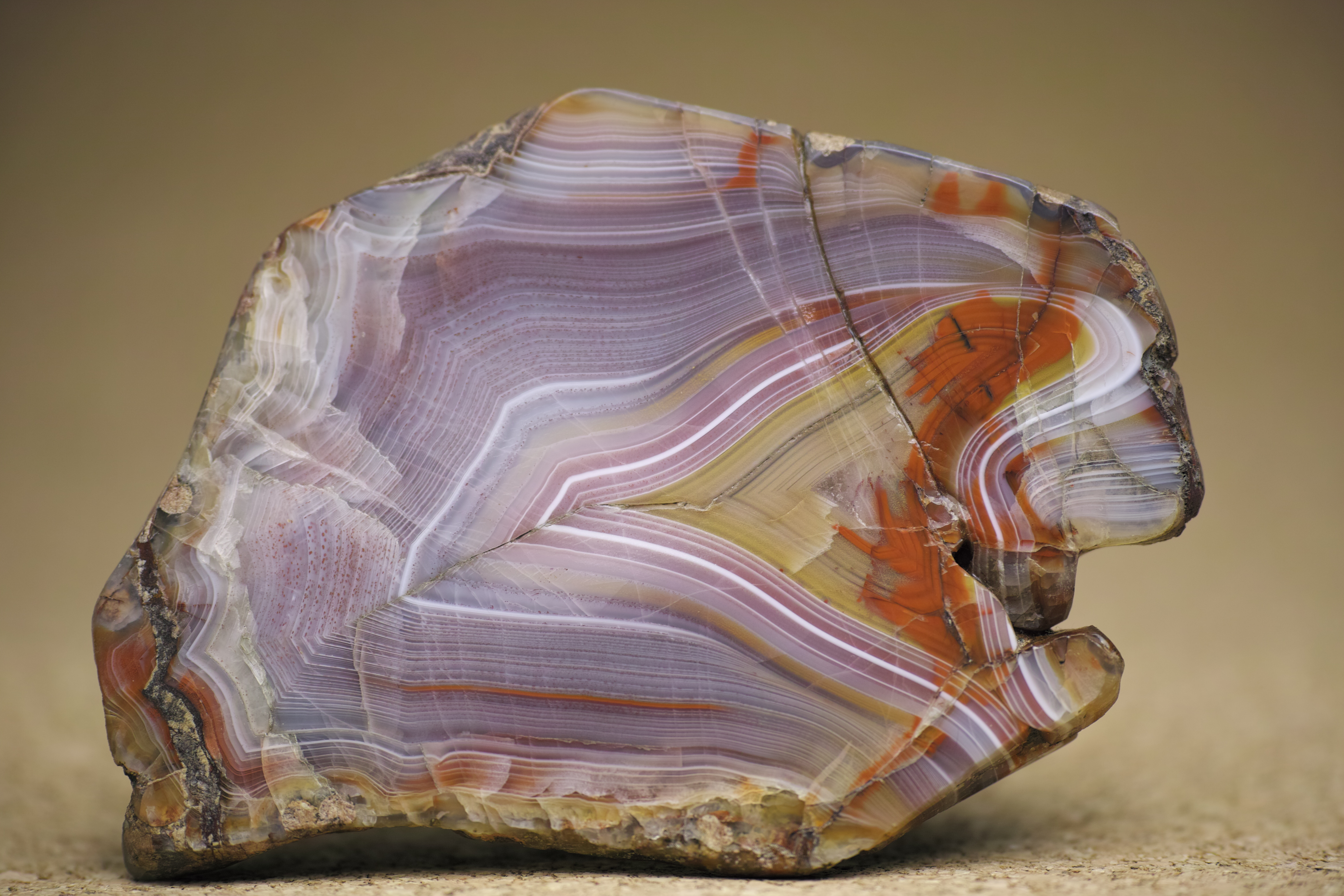
スコットランドのメノウ

## 用途・加工法
メノウは、多孔質であるため、人工的に染色が可能であり、玉髄とともに、灰皿、置物、印鑑など、さまざまな工芸の彫刻材料として使われる。穴を開けた球状の縞瑪瑙に、ゴムや紐を通し、ジュエリーや数珠、ブレスレットやペンダントなどのアクセサリーとしても使われる。硬度が高いのを利用して、化学実験用の乳鉢などにも用いられている。また皮革の艶出し用のローラー素材として使われている。
国内における加工史としては、弥生時代後晩期の遺跡である平原遺跡において、瑪瑙製管玉が出土している（詳細は、「平原遺跡#主な出土品」を参照）。

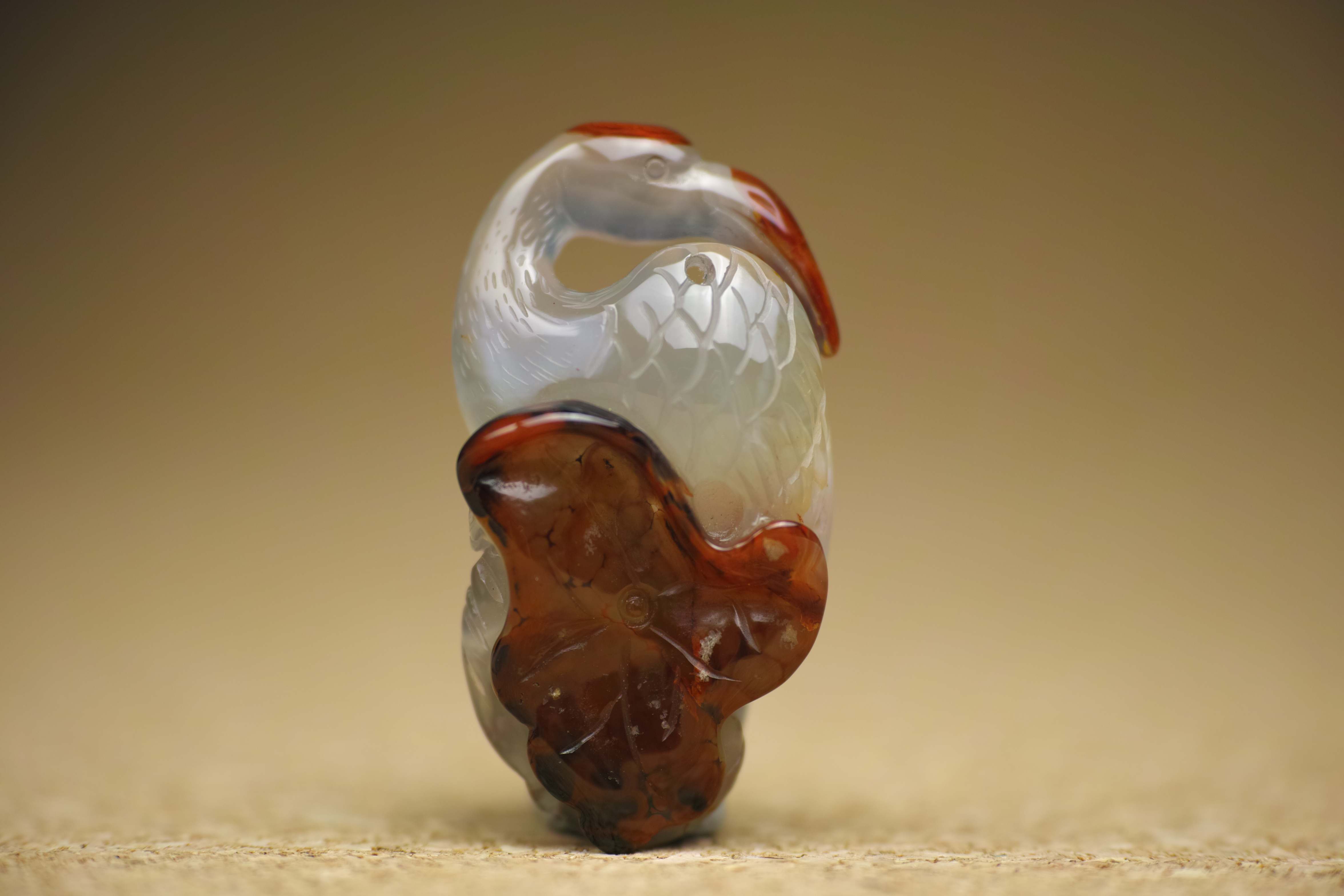
メキシコのメノウを用いた、コウノトリの彫物
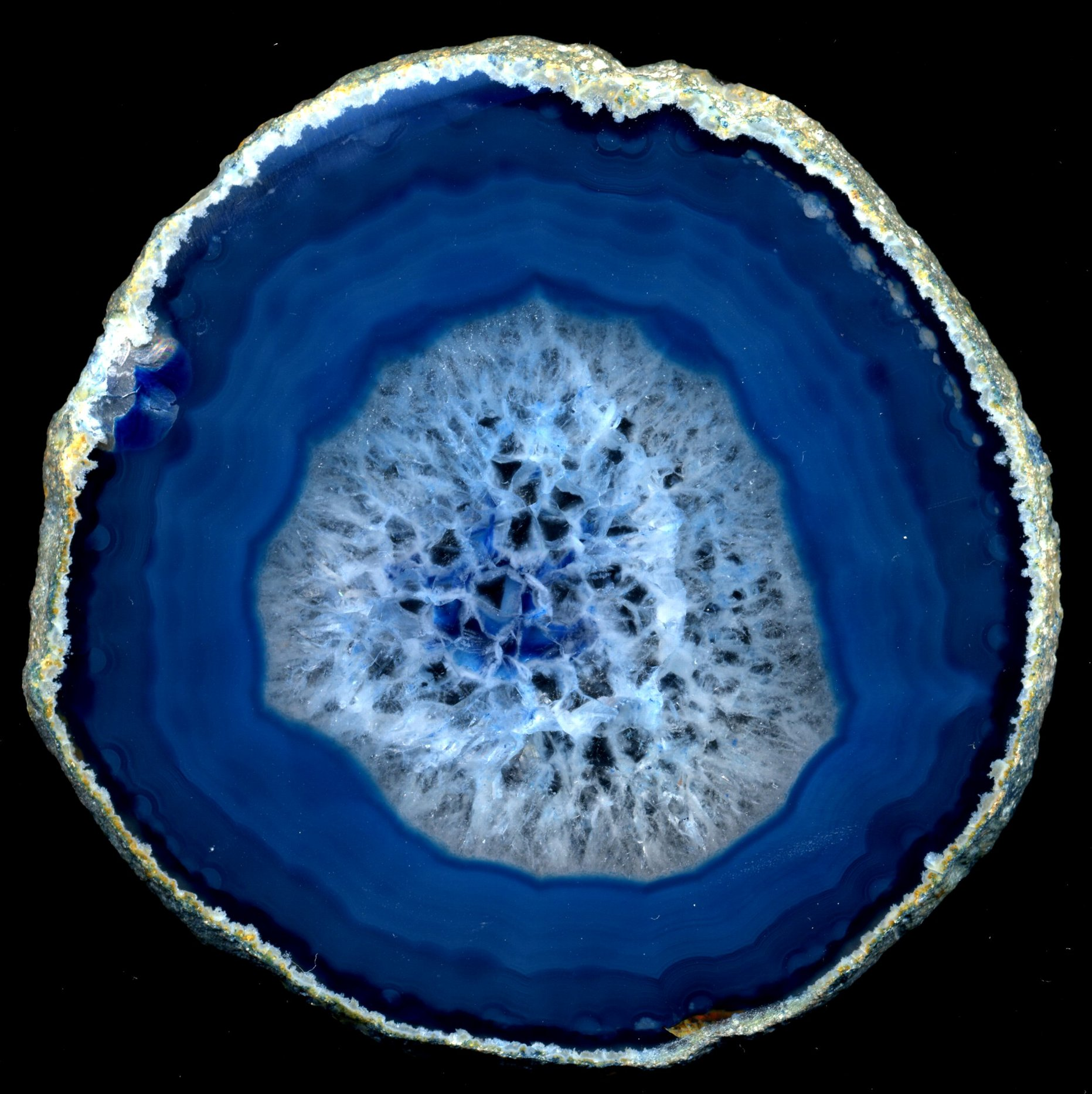
スライス後着色され、コースターとして製品化されたメノウ
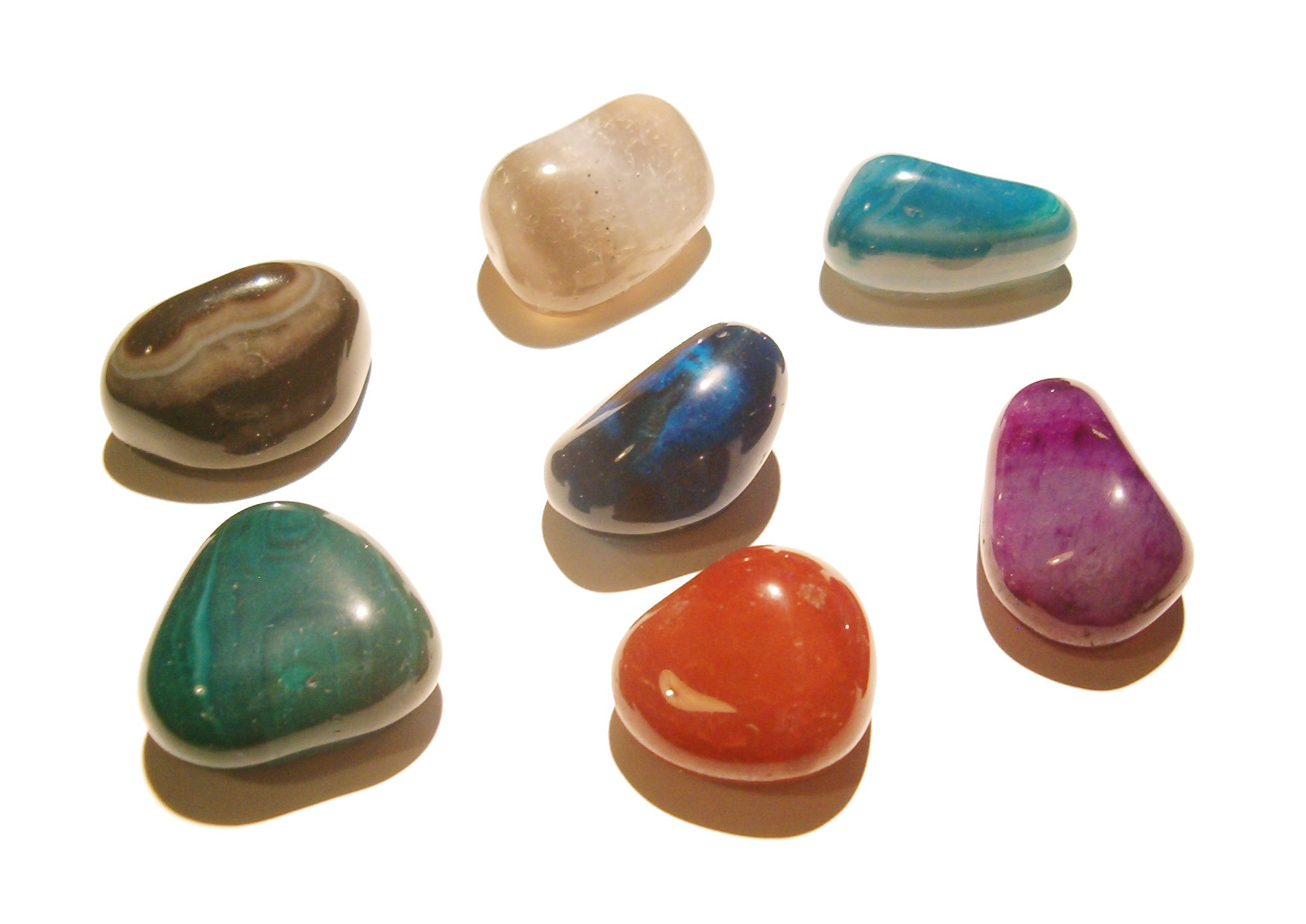
いろいろな色に着色されたメノウ
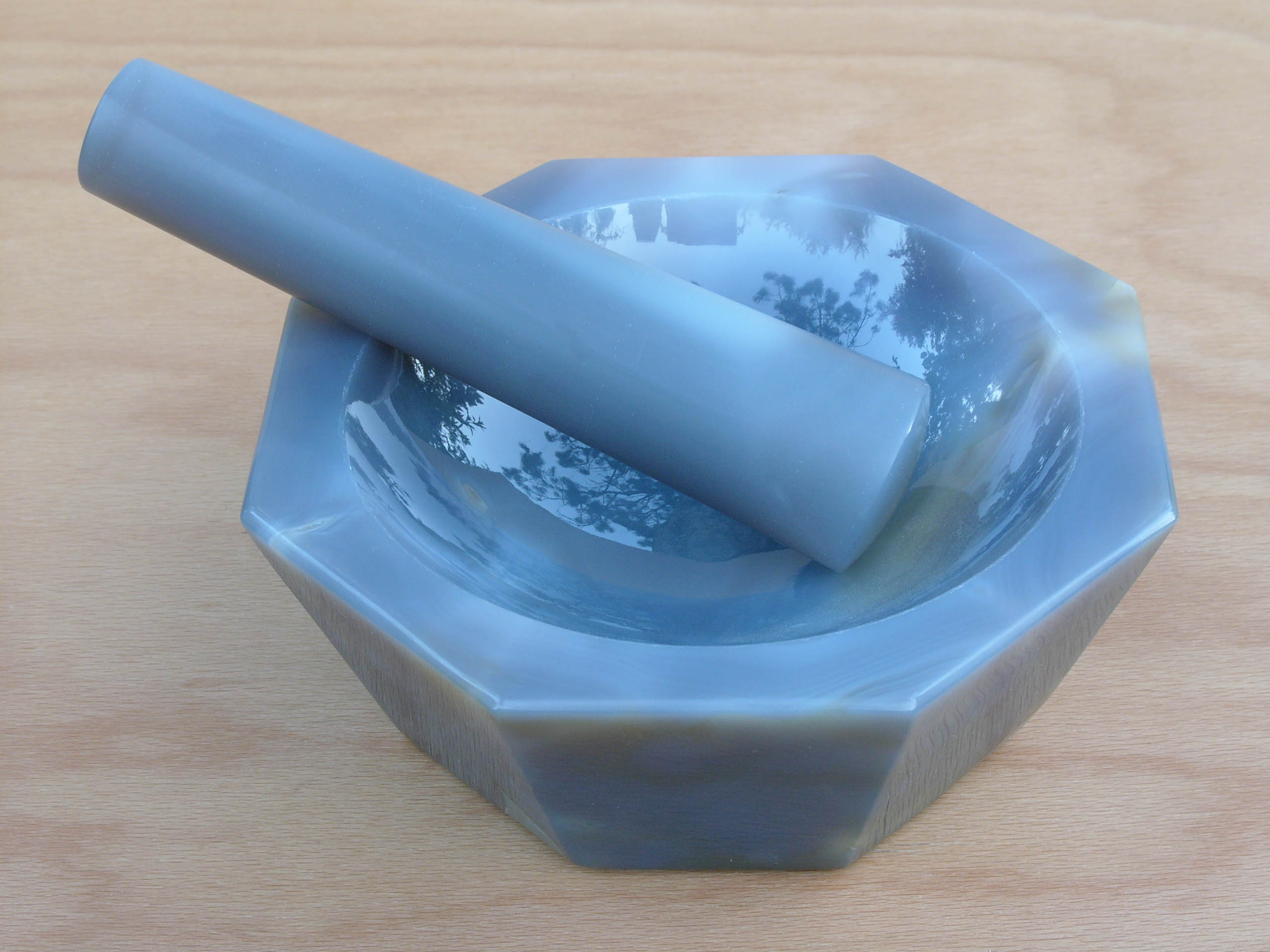
化学実験に用いられるメノウの乳鉢

## 定義・由来
瑪瑙の名前は、石の外観が馬の脳に似ているためつけられた。事実、10世紀前半成立の『和名類聚抄』巻11「玉類」の項目では、メノウを「馬脳」と表記し、「俗音、女奈宇」と記述する。英語の agate は、ギリシャ語の achates に由来し、これはイタリア・シチリア島の同名の川（Acate、現名はディリッロ川）でこの石がとられていたためである。
碧玉や玉髄などが層状になっているものがメノウであり、層状になっていない場合はメノウではない。例えばメノウの縞模様が見えない場合、メノウの一層だけを切り出した場合はすでにメノウではない。しかし宝飾業界ではあまり区別されず、碧玉や玉髄のことを「メノウ」と呼んだり、逆に例えば赤メノウを「カーネリアン」（紅玉髄）と呼んだりすることが多い（縞模様が見えないものがカーネリアンで、縞模様が見えるものは赤メノウである）。

## その他
- 仏教の『無量寿経』では、七宝の一つとされる。
- 中国人の好みであったためか、古墳時代後期の輸出品として、メノウの記録が残り、『新唐書』巻220の記述として、「永徽の初、孝徳が即位して白雉と年号を改めた。大きさ斗のような琥珀と五升の器のような瑪瑙（メノウ）を献じた」と記し、後代の『宋史』においても、「永徽5年（654年）、（日本が）使を遣して琥珀、瑪瑙を献ず」と再録している。
- 島根県花仙山産のメノウを製作できるいずもまがたまの里 伝承館があったが、新型コロナウイルス感染症の世界的流行にともない、2022年に閉館されている。